# Campionati africani di badminton a squadre miste
I Campionati africani di badminton a squadre miste sono una competizione sportiva organizzata dalla Badminton Confederation of Africa (BCA), in cui si assegnano il titolo africano nella gara a squadre mista.
I primi campionati africani di badminton a squadre furono organizzati nel 1980 e si svolgono con cadenza biennale.

## Edizioni
| Anno | Città                 | Nazione   |
| ---- | --------------------- | --------- |
| 1980 | Beira                 | Mozambico |
| 1982 | Lagos                 | Nigeria   |
| 1984 | Dar es Salaam         | Tanzania  |
| 1988 | Lagos                 | Nigeria   |
| 1992 | Port Louis            | Mauritius |
| 1994 | Port Elizabeth        | Sudafrica |
| 1996 | Lagos                 | Nigeria   |
| 1998 | Beau Bassin-Rose Hill | Mauritius |
| 2000 | Bauchi                | Nigeria   |
| 2002 | Casablanca            | Marocco   |
| 2004 | Beau Bassin-Rose Hill | Mauritius |
| 2006 | Algeri                | Algeria   |
| 2007 | Beau Bassin-Rose Hill | Mauritius |
| 2009 | Nairobi               | Kenya     |
| 2011 | Marrakech             | Marocco   |
| 2013 | Beau Bassin-Rose Hill | Mauritius |
| 2017 | Benoni                | Sudafrica |
| 2019 | Port Harcourt         | Marocco   |
| 2021 | Kampala               | Uganda    |
| 2023 | Benoni                | Sudafrica |
| 2025 | Douala                | Camerun   |

## Medagliere
| Pos.   | Nazione    | Oro | Argento | Bronzo | Totale |
| ------ | ---------- | --- | ------- | ------ | ------ |
| 1      | Sudafrica  | 10  | 2       | 4      | 16     |
| 2      | Nigeria    | 4   | 7       | 2      | 13     |
| 3      | Egitto     | 3   | 0       | 4      | 7      |
| 4      | Mauritius  | 1   | 5       | 10     | 16     |
| 5      | Algeria    | 1   | 2       | 1      | 4      |
| 6      | Seychelles | 1   | 1       | 4      | 6      |
| 7      | Mozambico  | 1   | 0       | 1      | 2      |
| 8      | Tanzania   | 0   | 2       | 2      | 4      |
| 9      | Kenya      | 0   | 1       | 1      | 2      |
| 10     | Ghana      | 0   | 1       | 1      | 2      |
| 11     | Zambia     | 0   | 0       | 3      | 3      |
| 12     | Namibia    | 0   | 0       | 1      | 1      |
| 12     | Uganda     | 0   | 0       | 1      | 1      |
| Totale | Totale     | 21  | 21      | 35     | 77     |